# Black Marlin

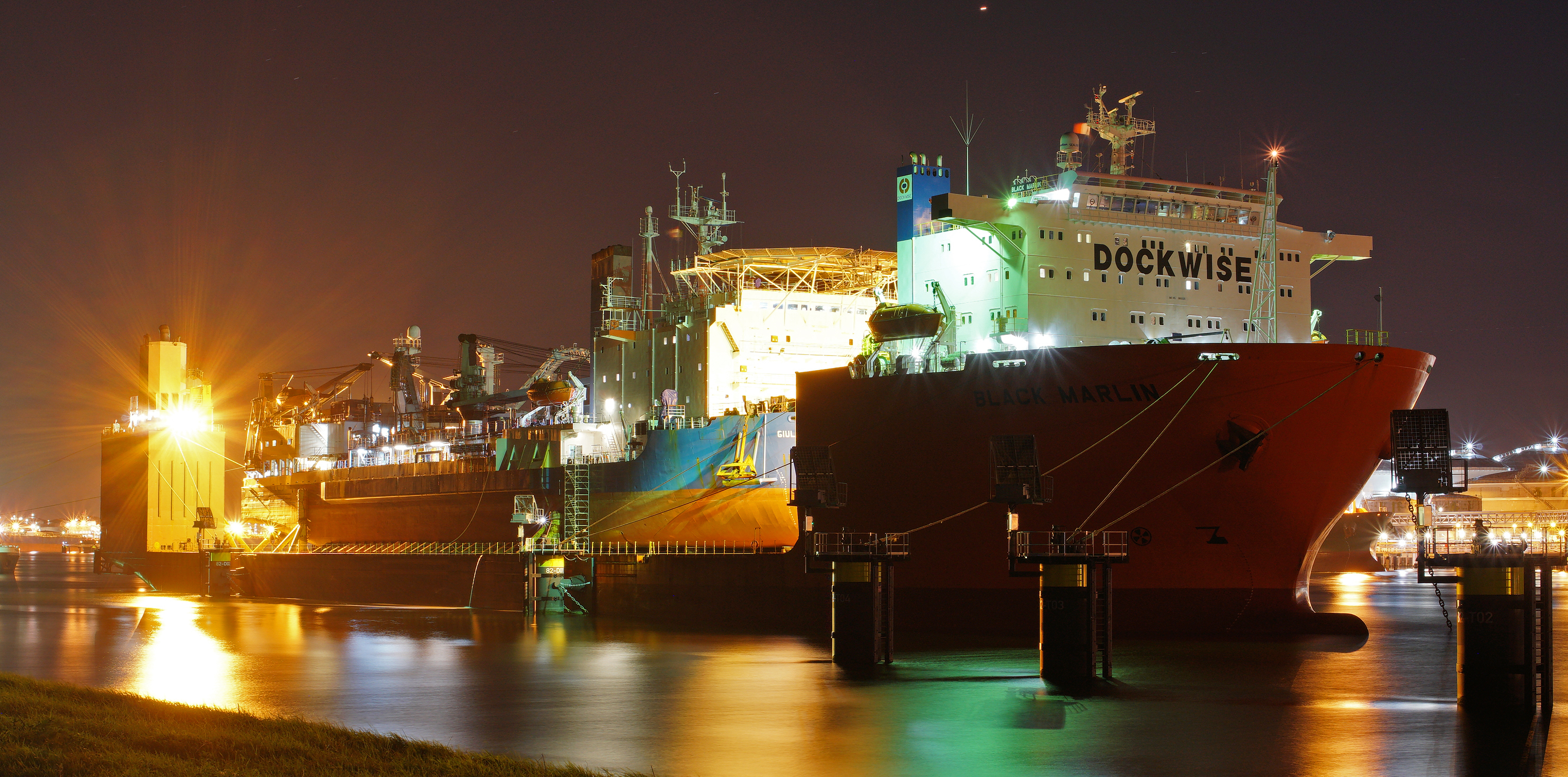
Судно у Роттердамі у вересні 2018-го

Black Marlin — напівзанурене судно для перевезення великовагових та негабаритних вантажів (heavy lift vessel, heavy load vessel).

## Основні характеристики
Судно спорудили в 1999 році на верфі тайванської компанії China Shipbuilding Corporation of Taiwan в Гаосюні на замовлення нідерландської компанії Dockwise (в 2013-му була придбана так само нідерландською Boskalis).
За архітектурно-конструктивним типом корабель відноситься до напівзанурених та може при докуванні опускати палубу нижче поверхні води, що дозволяє заводити для завантаження великі плавучі об’єкти. Вантажна палуба має розміри 178,2 * 42 метра. В 2012-му оголосили, що за два роки планується провести модернізацію з збільшенням ширини палуби до 63 метрів (за прикладом судна "Blue Marlin", яке пройшло таку процедуру ще в середині 2000-х), проте станом на 2024 рік ці плани так і не реалізувались.
Судно має двигун потужністю 12,6 МВт.

## Завдання судна
Після завершення «Black Marlin» прийняло на борт свій перший вантаж – напівзанурену бурову установку «Deepwater Nautilus» вагою 30 тисяч тонн та на початку 2000-го доправила її до Галвестону (Техас).
В подальшому на судно чекали численні інші завдання, зокрема:
- навесні 2001-го «Black Marlin» доправило до Фалмуту (південне узбережжя Англії) напівзанурену бурову установку «Sovereign Explorer», що до того працювала біля узбережжя Кот-д’Івуар;
- в першій половині 2000-х судно перевезло корпус платформи для глибоководного родовища Devils Tower. Ця споруда відноситься до типу SPAR (Single Point Anchor Reservoir) та за конструкцією нагадує поплавок – має висоту 179 метрів та діаметр 29 метрів. Її спорудили на відомому своїми верфями індонезійському острові Батам та відправили до Мексиканської затоки, при цьому перехід на відстань понад 22 тисячі кілометрів зайняв 49 днів;
- в січні 2006-го «Black Marlin» вирушило з Мексиканської затоки до Перської затоки, маючи завдання за один рейс доправити до Саудівської Аравії одразу три самопідіймальні бурові установки «Rowan Middletown», «Charles Rowan» та «Arch Rowan»;
- відомо, що взимку 2007-го судно мало забрати з канадського Галіфаксу для доставки до Північного моря дві самопідіймальні бурові установки «Rowan Gorilla VI» та «GSF Galaxy II», проте в останній момент це завдання передали іншому транспорту Boskalis «Blue Marlin», тоді як «Black Marlin» перенаправили до Мексиканської затоки (ці зміни були викликані нещасним випадком з третім судном для перевезення великовагових вантажів «Mighty Servant 3», яке затонуло біля Анголи при розвантаженні);
- влітку 2007-го «Black Marlin» доставило до Хорватії самопідіймальну бурову установку «Ocean King»;

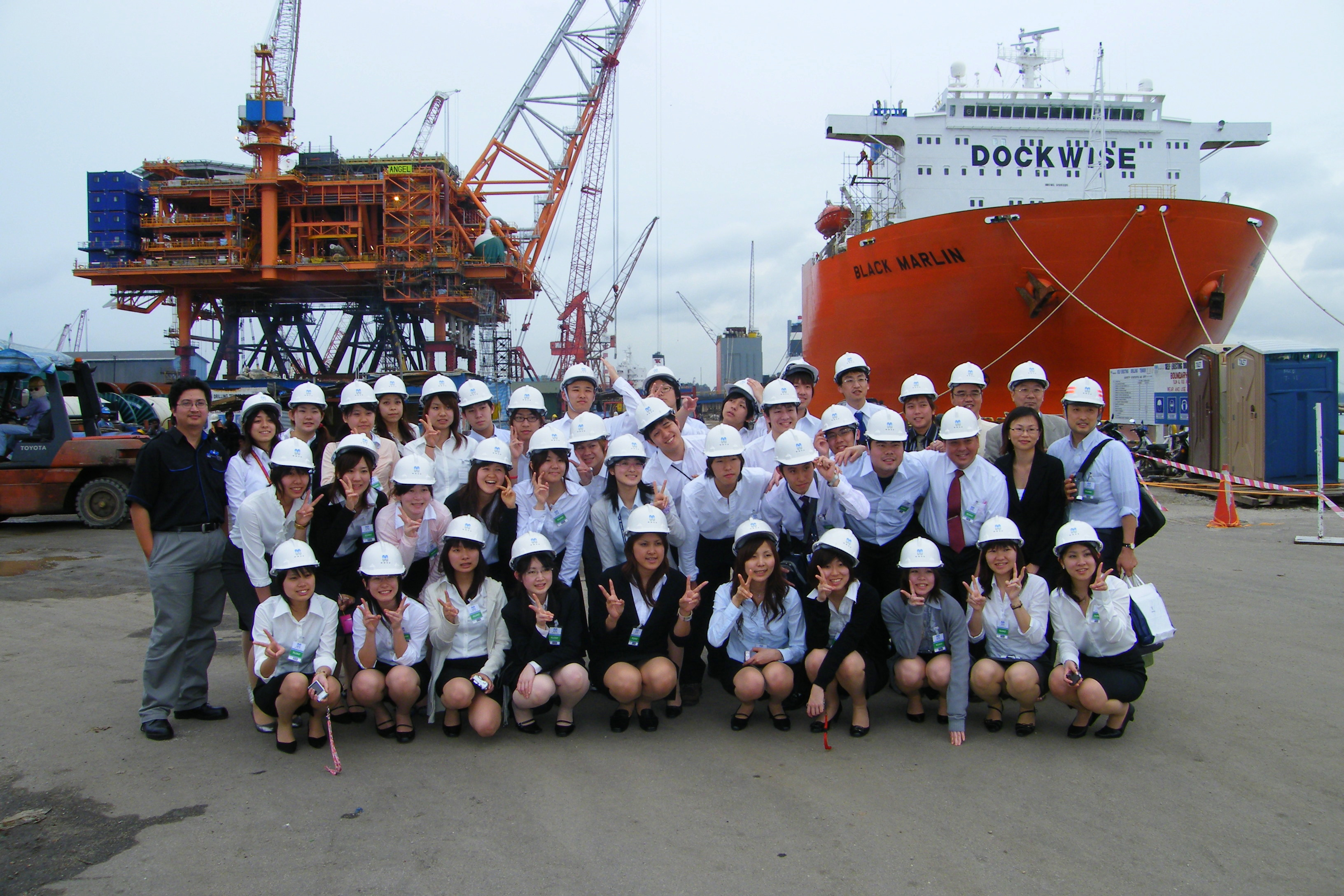
Підготовка до транспортування топсайду родовища Енджел

- навесні 2008-го «Black Marlin» прийняло у малайзійському Пасір-Гуданзі надбудову з обладнанням (топсайд) платформи, призначеної для розташованого біля узбережжя західної Австралії газоконденсатного родовища Енджел (Angel). Вага топсайду складала 7300 тонн;
- в жовтні 2008-го судно вийшло з півжденнокорейського порту Окпо із двома модулями топсайду для платформи ангольського родовища Томбуа-Ландана (після доставки до місця призначення монтаж провели за допомогою плавучого крану великої вантажопідйомності «Thialf»);
- в січні – лютому 2009-го «Black Marlin» прийняло на борт баржу «Nebula», що пройшла в Малайзії переобладнання у трубоукладальну, та доправило її до Сіднею, де «Nebula» мала спорудити трубопровід від заводу з опріснення води;
- влітку 2009-го судно побувало у Сінгапурі, де на нього завантажили топсайд вагою 17,2 тисячі тонн для процесингової платформи MDPP, що мала обслуговувати кілька газових родовищ, розташованих у Сіамській затоці в зоні спільної розробки Малйзії та Таїланду. Після доставки на місце топсай був змонтований самим «Black Marlin» методом напливу (float-over);
- в липні та жовтні 2010-го в Південній Кореї судно провело монтаж топсайдів двох напівзанурених бурових суден, що споруджувались для Росії – ППБУ «Северное сияние» та ППБУ «Полярное сияние». Нижні частини цих установок доставляло з Виборгу інше судно для великовагових вантажів, після чого «Black Marlin» монтував на них методом напливу топсайди вагою по 19 тисяч тонн, які були виготовлені на верфі Samsung Heavy Industries у Кодже;
- влітку 2011-го «Black Marlin» прийняв в Ульсані топсайд вагою 19,5 тисяч тонн, протранспортував його до Сіамської затоки та змонтував методом напливу на тайїландському газовому родовищі Саут-Бонгкот (щоб закріпити топсайд потрібно було також узяти на борт опорну раму вагою 1,3 тисячі тонн);

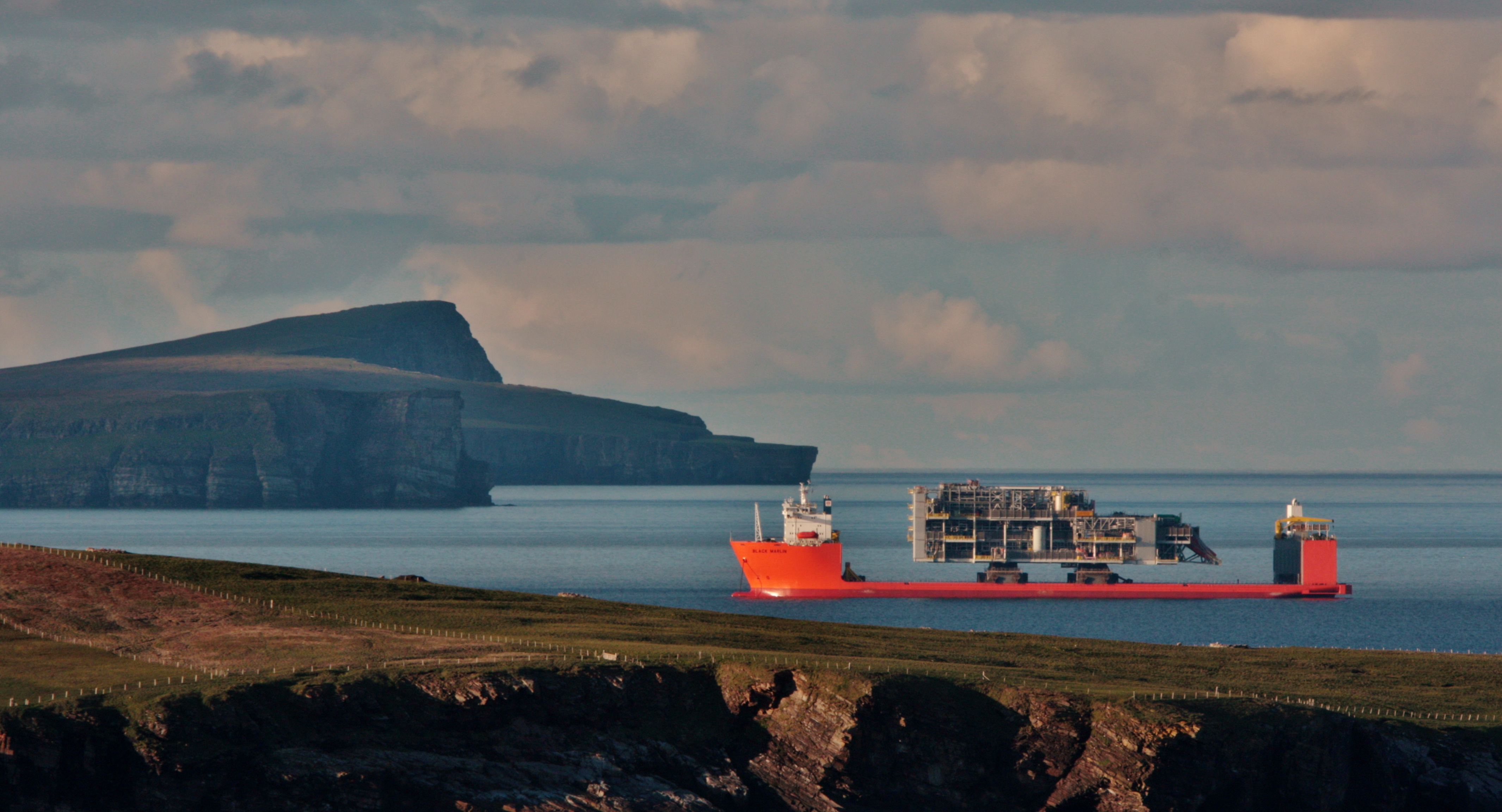
Судно у Великобританії з топсайдом для Клейр-Рідж

- навесні 2014-го «Black Marlin» прийняв у малазійському Пасір-Гуданзі топсайд платформи Tapis R, який в подальшому змонтував методом напливу на нафтовому родовищі Тапіс,що знаходиться у Південнокитайському морі біля східного узбережжя півострова Малакка;
- влітку 2014-го судно перевезло з Шанхаю до шотландського Кромарті-Ферт новозубдовану бурову установку «Prospector 5»;
- восени 2014-го «Black Marlin» прийняло у Сінгапурі бурове судно «Arpoador» для доставки його для добудови на верфі у бразильскому Ангра-дус-Рейс;
- навесні 2015-го судно узяло в південнокорейському Ульсані топсайд для британського нафтового родовища Клейр-Рідж (Clair ridge), що знаходиться в Атлантичному океані західніше Шетландських островів, та не пізніше червня доправило його до місця призначення (де монтаж мав здійснити вже згаданий вище кран «Thialf»);
- у вересні 2015-го «Black Marlin» доправило з Єгипту до Роттердаму земснаряди «Jokra», «Edax» та «Zeeland II», що до того брали участь у проекті розширення Суецького каналу;
- в березні 2018-го «Black Marlin» прибуло до норвезького Ставангеру з двома модулями загальною вагою 20 тисяч тонн для топсайду платформи родовища Мартін-Лінге. Подорож з Сінгапуру зайняла 76 діб, при цьому окрім модулів доправили елементи кранового обладнання заввишки 72 метри;

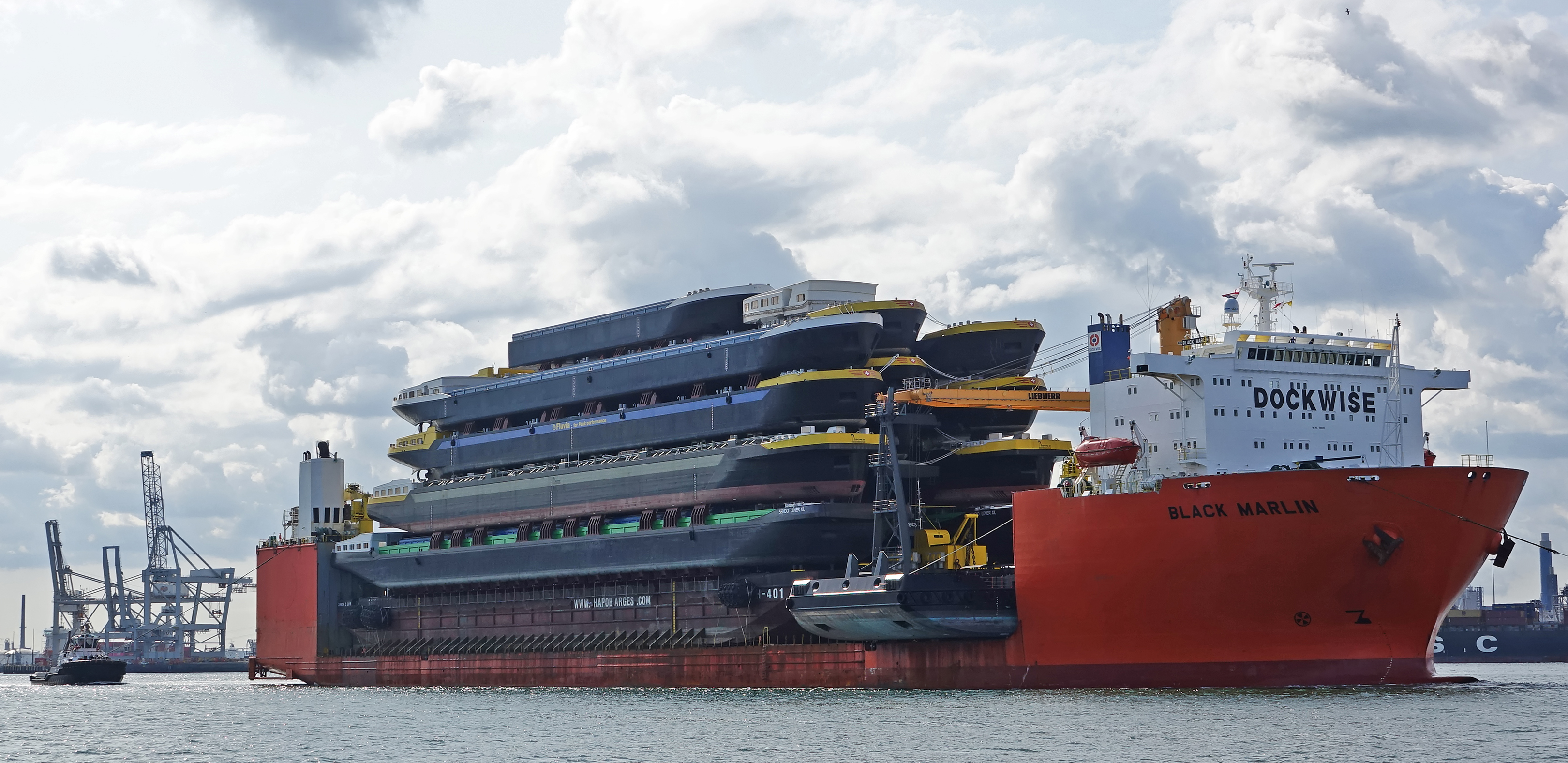
Прибуття до Нідерландів з корпусами барж

- у червні 2019-го судно полишило Шанхай та попрямувало до Роттердаму, щоб доставити одразу 18 корпусів річкових барж суден та один корпус кранової баржі;
- в липні 2020-го «Black Marlin» доправило до Чагуарамас (Трінідад і Тобаго) самопідіймальне кранове судно "Great White";
- у квітні 2023-го судно перевезло самопідймальне бурове судно «Noble Regina Allen» з Трінідаду і Тобаго до Роттердаму для ремонту;
- в лютому 2024-го «Black Marlin» вирушило з Китаю маючи на борту 11 монопаль (опорних основ) вагою по 700 тонн для французької вітрової електростанції Iles D'Yeu et Noirmoutier. Далі судно повернулось до Китаю та узяло там другу партію монопаль;
- на кінець 2024 року для «Black Marlin» та ще трьох суден для великовагових вантажів запланували операцію з перевезення з Сінгапура та Батаму (Індонезія) до Тайчунгу елементів тайванських вітрових електростанцій Changhua 2b та 4.